# Ángeles Agrela
Ángeles Agrela Romero (Úbeda, Jaén, 13 de agosto de 
1966) es una artista multidisciplinar española que combina fotografía, vídeo, dibujo, pintura  e instalación. Recrea objetos y soportes cotidianos y crea espacios con una visión subjetiva e irónica para construir una identidad personal en sus obras, relacionándolas con el cuerpo y, en muchos casos, con referencias al propio arte, o al hecho de ser artista.

## Trayectoria
Se licenció en la Facultad de Bellas Artes de la Universidad Alonso Cano de Granada (España). Amplió estudios en diferentes períodos de su carrera en otros países como Italia en 1991 con una Beca Erasmus, en 1998 recibe la Beca Manuel Rivera en La Habana y en Berlín en el año 2007 en el Centro Glogauer.
Realizó su primera exposición en 1994 en las salas del Palacio de los Condes de Gabia de Granada, en una década en la que convivían las experiencias conceptuales y las actitudes políticas.
En su trayectoria artística combina fotografía, pintura e instalación en cuyas obras diversas, y heterodoxas, relata mediante juegos de colores y técnicas sus propuestas artísticas. No obstante, pese al ambiente desenfadado y vivo que se crea en torno a sus producciones, en ellas se denota el objetivo y el trasfondo de sus radicales obras en cuanto a los significados que proyecta, cuestionando tópicos y prejuicios de la sociedad actual con una visión crítica e irónica, siendo un exponente de lo que se considera arte de género.
En una entrevista realizada por la crítica de arte Paula Achiaga en El Cultural de ABC en 2015, habla de su reflexión sobre la cultura popular y la publicidad. En su investigación sobre la Historia de la pintura, la artista asegura: «Los grandes maestros no lo son por casualidad. En su obra se encuentran siempre inspiración y soluciones. Ahora estoy deseando ir a Madrid a ver la exposición de Ingres al Prado».
Ha trabajado con diferentes galerías españolas como la Galería Espacio Mínimo en 2000 en su sede en Murcia bajo el título Camuflaje,  la Galería Magda Bellotti de Madrid en el 2011, donde presenta su obra titulada La profundidad de la piel, en la que interviene retratos icónicos de la historia del arte, la Galería Aural de Alicante en la que presentó la exposición titulada Habito consume en el año 2015, o con la Galería Gran de Valladolid donde presenta la obra titulada Lección Magistral de Anatomía.
En 2008 en el Museo Barjola de Gijón presenta el proyecto titulado Superculto, y en 2003 la colección del Centro Andaluz de Arte Contemporáneo la obra Acciones.
En el Centro Andaluz de Arte Contemporáneo CAAC, ubicado en La Cartuja de Sevilla, presentó en el año 2001 su exposición titulada Salto al vacío en la que compone tres instalaciones realizadas mediante sus característicos lenguajes y técnicas que abarcan desde la fotografía al tejido. En esta misma institución, participa en el año 2010 en la exposición colectiva titulada Nosotras, para dar visibilidad a la obra de las artistas mujeres siguiendo el precedente internacional de la exposición realizada en el Centro Pompidou de París con los fondos de obras de mujeres.
Su obra se ha mostrado en diferentes instituciones, resaltando en el Museo Artium de Vitoria, en la exposición colectiva VideoStorias en 2011, en dicha exposición presentó una video instalación en dos pantallas con su proyecto titulado Entrevista. 2007 en la que retoma la línea de falso documental, y ella misma, la autora, protagoniza una entrevista ficticia para televisión.
En el año 2017 presenta sendos proyectos siempre relacionados con el tema femenino y sus tópicos, por una parte creó la extensa serie Fanzine, donde mediante revistas de moda, cómics y objetos mediáticos, compone sus ambiguos dibujos y collages utilizando el pelo como recurso formal y de concepto, siempre con una mirada hacia el camuflaje dentro de la cultura pop, y por otra parte, El favor de las Bellas, que da título a la muestra que presentó en 2017 en la galería Yusto/Giner de Marbella, Málaga, así como el extenso proyecto Lucía y sus trenzas que ha expuesto en numerosos espacios de arte tanto públicos como galerías privadas.
Es una de las artistas andaluzas más activas y con una gran proyección internacional.
Fue la artista elegida para realizar el retrato oficial de la alcaldesa Madrid Manuela Carmena, obra que forma parte de la galería de retratos de los alcaldes y alcaldesas del Ayuntamiento de Madrid.

## Premios
Ha recibido diversos galardones a lo largo de su carrera:
- Premio BMW de pintura 2015.[14]
- Premio de Artes Plásticas del Gobierno de Cantabria 2010.[15]
- Premio Emilio Ollero de Jaén en 2017.[16]
- Premio Internacional de Pintura Focus 2017 por la obra Afrodita en procesión.[17]

## Museos y colecciones
- Su obra se encuentra presente en principales colecciones y museos españoles como:

- Centro Andaluz de Arte Contemporáneo, (Sevilla).

- CAC de Málaga.[18]
- Museo Artium, (Vitoria).
- Museo de Arte Contemporáneo Unión Fenosa, (La Coruña).

- Colección L´Oreal, España.

- Biblioteca Nacional de España, (Madrid).

- Colección Caja San Fernando y Fundación El Monte, (Sevilla).

- Caja Vital Kutxa, (Vitoria).

- Gobierno de Cantabria.[1]

- Colección BMW, Madrid.

- Centro Andaluz de Arte Contemporáneo, Sevilla.

- Colección Injuve, Instituto de la Juventud, Madrid.

- Caja Vital Kutxa, Vitoria.

- Diputaciónes Provinciales de Jaén, Granada, Cádiz y Málaga.

- Consejería de Asuntos Sociales, Junta de Andalucía Instituto Andaluz de la Mujer, Sevilla.

- Consejería de Cultura, Málaga.

- Ayuntamientos de Córdoba, Mojácar y Jávea.

- Museo de Arte Contemporáneo Unión Fenosa, La Coruña.

- Fundación Provincial de Artes Plásticas «Rafael Botí» Córdoba.

- Caja San Fernando, Sevilla.

- Fundación El Monte, Sevilla.

- Colección Cajastur, Gijón, Asturias.

- Biblioteca Nacional de España, Madrid.

- Colección L´Oréal. Colección de Arte Contemporáneo de la UNED.

- Gobierno de Cantábria.

- Colección Jesús Barcenas, Valdepeñas, Ciudad Real.

- Colección Iniciarte, Sevilla.
- Ayuntamiento de Madrid,  Galería de la Casa de Cisneros.[19]